# GloVe
GloVe(←Global Vector에서 기원)는 분산 단어 표현을 위한 모델이다. 이 모델은 단어에 대한 벡터 표현을 얻기 위한 비지도 학습 알고리즘이다. 이는 단어 사이의 거리가 의미론적 유사성과 관련된 의미 있는 공간에 단어를 매핑함으로써 달성된다. 학습은 코퍼스의 집계된 전역 단어-단어 동시 발생 통계에 대해 수행되며 결과 표현은 단어 벡터 공간의 흥미로운 선형 하위 구조를 보여준다. 이는 스탠퍼드 대학교에서 오픈 소스 프로젝트로 개발되었으며 2014년에 시작되었다. 단어 표현의 비지도 학습을 위한 로그 이중선형 회귀 모델로서 두 모델 계열의 기능, 즉 전역 행렬 인수분해 및 로컬 컨텍스트 창 방법을 결합한다.

## 같이 보기
- BERT (언어 모델)
- Word2vec
- 자연어 처리